# フランク・ヴァンデンブルック
フランク・ヴァンデンブルック（Frank Vandenbroucke、1974年11月6日- 2009年10月12日）は、ベルギー・エノー州ムスクロン出身の自転車プロロードレース選手。1994年のデビュー以来数々のタイトルを獲得してきた一方でドーピング騒ぎをはじめ数々のトラブルを起こしてきたことで有名。

## 経歴

### デビュー〜1990年代
プロ選手であった叔父のジャン・リュックの縁で1994年にロットでプロデビューし、翌年90年代最強チームであるマペイへと移籍。エースであったヨハン・ムセウのアシストとして経験を積んでいく。
1996年のGP西フランス・プルエーでの優勝や1997年のツール・ド・ルクセンブルクでの勝利など中堅レースで活躍。そして1998年にパリ〜ニースで総合優勝。さらにヘント〜ウェヴェルヘムも制して一気にトップクラス選手の仲間入りを果たす。
コフィデスに移籍した1999年は、チームのエースとしてセミクラシックのオムロープ・ヘット・フォルクで優勝。さらにリエージュ〜バストーニュ〜リエージュでも優勝。加えてブエルタ・ア・エスパーニャではステージ2勝をあげてポイント賞も獲得。年間を通じて大活躍した。世界選ロードでは鎖骨を骨折しながらも8位に入った。

### 2000年～2008年
しかし2000年にパリ～ニース開催前に突然出場をキャンセル。その後のレースでもまったく活躍できない状態が続いた。翌年からランプレへ移籍したが、チームのトレーニング合宿を無断欠席したうえ音信不通状態になり、当然の結果として7月に解雇されてしまう。
2002年にはドーピング検査に伴う警察の捜査で、自宅からEPOをはじめとした禁止薬物が発見されてチームを解雇。さらに飲酒運転で逮捕されるなどトラブルが続く。しかし2003年のロンド・ファン・フラーンデレンではペーター・ヴァンペテヘムに最後の上りで引き離されたものの2位。復活のきっかけをつかんだかに思えたが、チーム監督のパトリック・ルフェーブルから「努力が足りなかった」と評されたことを理由にチームを辞めてしまう。
2004年も発砲騒ぎを起こすなどトラブルが絶えず、ファッサボルトロを途中解雇。ミスターブックメーカーと契約したが、2005年のパリ〜ニースを食中毒を理由にキャンセルするなど相変わらずの態度が続き、2006年7月には妻と喧嘩になりまたも発砲騒ぎを起こし、とうとう8月にチームから解雇。プロフェッショナルコンチネンタルチームのアクアサポーネへ移籍した。
しかし膝の故障に悩んでいたこともあり、まともな活躍がほとんどできず、精神的に不安定な状態が続き、2007年6月6日に自殺未遂。幸い意識は回復したもののこの騒ぎでまたもチームからは解雇。2008年にはミツビシ・ジャルタジと契約したが、チームはUCIから「UCIプロツアーのワイルドカード参加資格を与えるにはヴァンデンブルックを参加させないことが条件」という異例の注文を付けられ、結局4月に双方の合意のもとで契約を解消した。
2009年10月12日、血栓症のため、セネガルで死去。

## エピソード
- 1999年のリエージュ〜バストーニュ〜リエージュではテレビに向かってアタックをかけて勝つことを予告。その通りに仕掛けて優勝し、周囲を驚愕させた。

- 2002年のドーピング検査に伴う警察の家宅捜査で発見された薬物について「犬に使うものだ」という突拍子もない弁明をして話題になった。

- 2006年にトレーニングの一環として、イタリアのアマチュアレースに出場したがユニベットから解雇され所属チームがない状態だったため、「フランシスコ・デルポンテ」という偽名を使い、しかもトム・ボーネンの写真を貼り付けた偽ライセンスを使ってレースに出場したことがある。